# Cible émouvante
Cible émouvante (en francès Objectiu en moviment) és una pel·lícula francesa dirigida per Pierre Salvadori, estrenada el 1993.

## Argument
Víctor (Jean Rochefort) és un sicari envellit que viu sota l'autoritat d'una mare maltractadora. Li agrada l'Antoine (Guillaume Depardieu) i decideix fer-ne el seu aprenent. Per fer-ho, han de matar a la Renée (Marie Trintignant), però tot no surt com estava previst.

## Repartiment
- Jean Rochefort : Victor Meynard
- Marie Trintignant : Renée Dandrieux
- Guillaume Depardieu : Antoine
- Serge Riaboukine : Manu
- Patachou : Mme Meynard
- Wladimir Yordanoff

## Producció
El 2009 es va fer un remake de pel·lícula titulada Wild Target dirigida per Jonathan Lynn.

## Nominacions
Als César 1994 fou nominada al César a la millor primera pel·lícula.